# Gröbming
Gröbming is een gemeente (marktgemeinde) in de Oostenrijkse deelstaat Stiermarken. Ze maakt deel uit van de expositur Gröbming binnen het district Liezen.

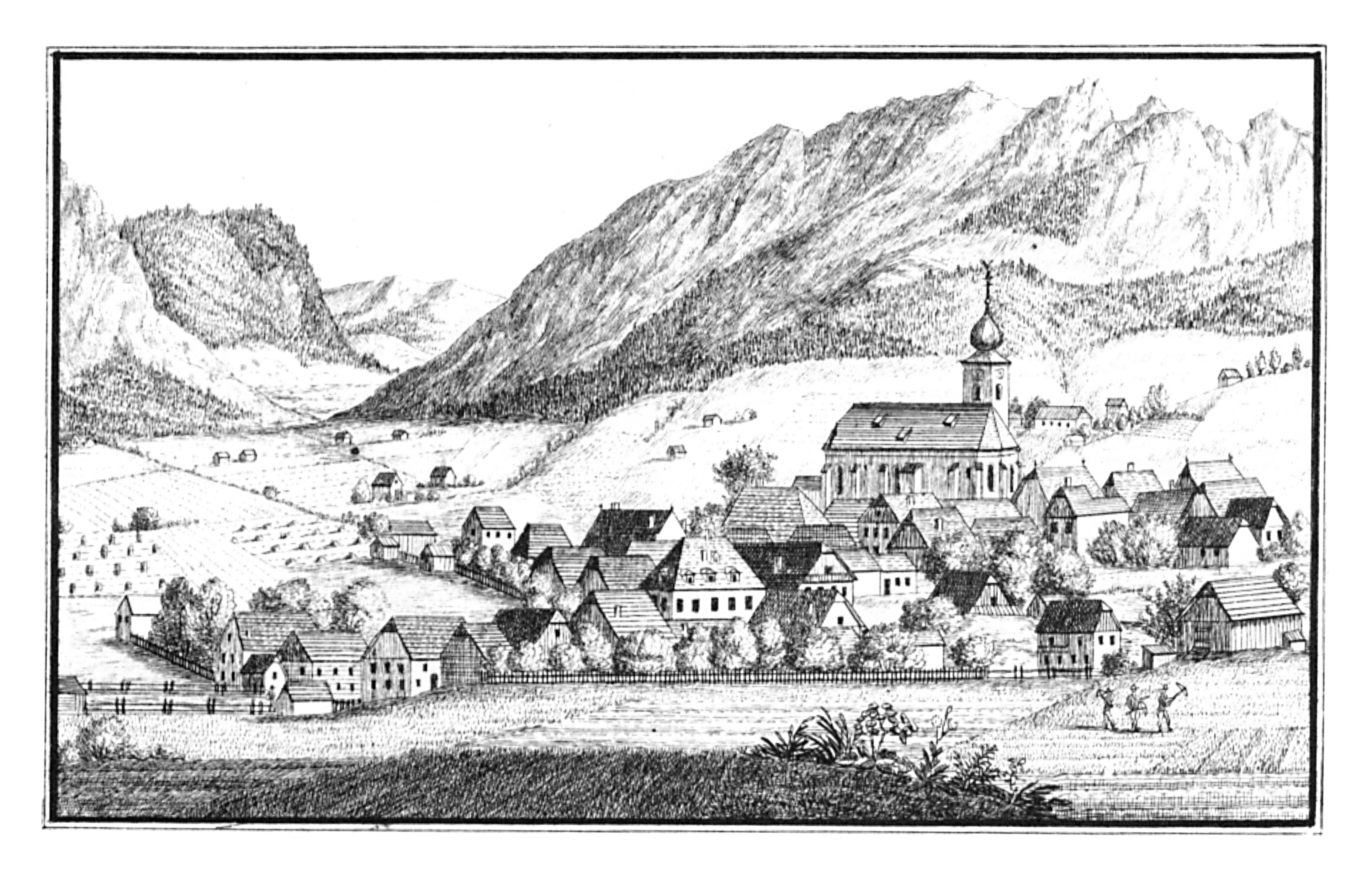
Gröbming,1830

Gröbming telt 3112 inwoners (2022).
Aich · Gröbming · Haus · Michaelerberg-Pruggern · Mitterberg-Sankt Martin  · Öblarn · Ramsau am Dachstein · Schladming · Sölk
- Gemeinsame Normdatei: 4022104-0
- MusicBrainz: d69f7b66-1828-4332-a9b9-c1f57ae9853e
- Nationale Bibliotheek van Tsjechië: ge1108930
- Virtual International Authority File: 242969484